# مجهر بؤري

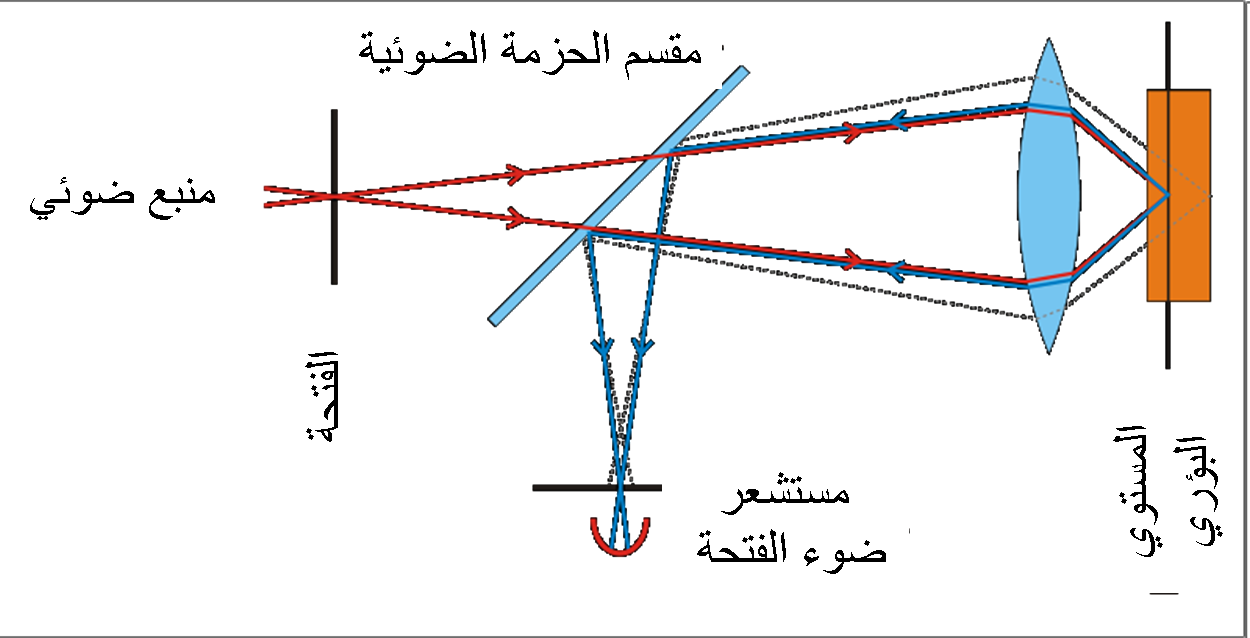
مبدأ عمل المجهر البؤري

مجهر التطابق البؤري هو مجهر بصري يستخدم لزيادة تباين contrast الصور المجهرية أو من أجل الحصول على صور ثلاثية الأبعاد باستخدام ثقب مكاني spatial pinhole لإلغاء الضوء اللابؤري أو الإضاءة في العينة التي تكون أكثر بروزا من المستوي البؤري focal plane.
توجد حاليا أنواع مختلفة من المجهر البؤري، ومن ضمنها ما يعمل بشعاع الليزر confocal laser scanning microscope. ومنها ما يعمل بالإثارة الفلورية التي تحث بعض أجزاء العينة على إصدار ضوء .
يستخدم هذا النوع من المجاهر بكثرة في أبحاث علم الأحياء وشبه الموصلات.

## مبدأ العمل

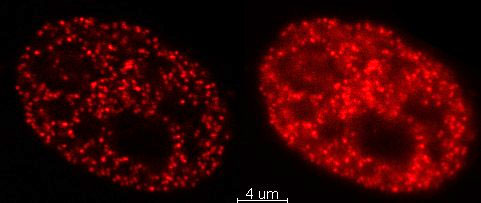
الفرق بين المجهر البؤري (يسار) والمحهر المعتاد (يمين) ، الصورة إلى السار ملتقطة بالليزر والتحفيز الفلوري وهي صورة لتضاعف الدنا في نواة خلية.

تم وضع مبدأ عمل المجهر البؤري من قبل مارفين مينسكي Marvin Minsky عام 1957. الفرق يكمن أنه في المجهر التقليدي الومضي fluorescence microscope، يتم غمر العينة بالكامل بالضوء من منبع الضوء. وبالتالي سوف يثار المستقبل الضوئي photodetector أو الكاميرا كاملا بالضوء الصادر من العينة. في المقابل فإن المجهر البؤري يستخدم تقنية الإضاءة النقطية التي تركز الإضاءة في النقطة التي يتم مراقبتها، وبالتالي إلغاء أي معلومات لابؤرية، حيث أنه يتم استشعار الضوء الموجود ضمن المستوي البؤري فقط، وبالتالي تكون جودة الصور أفضل بكثير من صور المجهر التقليدي.
يتم إضاءة العينة بإسقاط شعاع الإضاءة من أعلى (وقد يكون شعاع الليزر حسب النوع) ويمر الضوء الساقط على العينة عبر مرآة نصف شفافة بين مصدر الضوء والعينة . فينعكس الشعاع على العينة ويرتد إلى المرآة النصف شفافة، وعليها ينعكس بزاوية 90 درجة حيث يمكن رؤياه fالعين (إن كان يعمل بالضوء المرئي) أو تلتقط كاميرا الصورة (أن كان يعمل بالليزر).

## الاستخدامات
يستخدم مجهر الليزر الماسح البؤري على نطاق واسع في مختلف تخصصات العلوم الحيوية؛ من علم الأحياء الخلوي وعلم الوراثة إلى علم الأحياء الدقيقة وعلم الأحياء النمائي. كذلك، تستخدم هذه التقنية في علم بصريات الكم والتصوير البلوري النانوي والتنظير الطيفي.

### علم الأحياء والطب
من الناحية السريرية، يستخدم مجهر الليزر الماسح البؤري في تقييم أمراض العيون المختلفة، وهو مفيد بشكل خاص في التصوير والتحليل النوعي والقياس الكمي للخلايا البطانية في القرنية. كذلك، يستخدم لتحديد موضع مكونات الفطور الخيطية وتمييزها ضمن سدى القرنية في حالات فطار القرنية، ما يتيح التشخيص السريع وبالتالي بدء العلاج الحاسم باكرًا. تدرس بعض الأبحاث الأساليب المعتمدة على مجهر الليزر الماسح البؤري لإجراءات التنظير الداخلي، وهذا يبشر بنتائج واعدة. وفي صناعة المستحضرات الصيدلانية، يوصى بتصنيع أشكال صيدلانية رقيقة الغلاف، للتحكم في جودة توزع الدواء وانتظامه. يستخدم المجهر البؤري أيضًا في دراسة الأغشية الحيوية الرقيقة -الهياكل المسامية المعقدة التي تعتبر الموطن المفضل للكائنات الحية الدقيقة. لا يمكن فهم بعض الوظائف المتعلقة بعمر الأغشية الحيوية الرقيقة ومكانها إلا من خلال دراسة تركيبها على المقاييس الدقيقة والمتوسطة. يتطلب اكتشاف نشاط الكائنات الحية الدقيقة المفردة ونظامها دراستها على النطاق المجهري الدقيق.

### البصريات وعلم البلورات
يستخدم مجهر الليزر الماسح البؤري كآلية لاسترجاع البيانات في بعض أنظمة تخزين البيانات البصرية ثلاثية الأبعاد، وقد ساعد في معرفة عمر بردية المجدلية.

### حفظ الصوت
يستخدم نظام إريني المجهر البؤري للمسح البصري واستعادة الملفات الصوتية التاريخية التالفة.

## اقرأ أيضا
- مجهر إلكتروني
- مجهر إلكتروني ماسح
- مجهر ليزر ماسح
- مجهر